# شمشیر خدایان (فیلم)
زره خدا یا شمشیر خدایان (به انگلیسی: Armour of God) یک فیلم سینمایی اکشن و کمدی هنگ کنگی محصول سال ۱۹۸۶ با بازی جکی چان، الن تام، لولا فورنر و روزاموند کوآن است.

## داستان
جکی (جکی چان) که قبلا خواننده‌ معروف موسیقی پاپ بوده و حالا با لقب: «شاهین آسیایی» یک ماجراجوی بین المللی است موفق می‌شود شمشیری را از یک قبیله آفریقایی برباید و آن را در یک حراجی بفروشد. در واقع شمشیر یکی از پنج قطعه عتیقه‌ای است که به «زره الهی» مشهورند، جکی  در شرایطی قرار می‌گیرد که مجبور می شود همه این عتیفه‌ها را جمع آوری کند اما .....

## بازیگران
- جکی چان[۲]
- الن تام
- لولا فورنر
- روزاموند کوآن
- بوژیدار اسمیل‌یانیچ
- کن بیل
- جان لاوللسکی
- رابرت اوبرین
- مارس
- کنی بی
- کارینا لاو
- آنتونی چان

## دنباله‌ها
- شمشیر خدایان ۲: عملیات کاندور (۱۹۹۱)

- زودیاک چینی (۲۰۱۲)

## اکران و فروش
این فیلم در اواسط ۱۹۸۶ در ژاپن منتشر شد. این فیلم در هنگ کنگ در تاریخ ۲۱ ژانویه ۱۹۸۷ منتشر شد. این فیلم در کل هنگ کنگ توانست ۴۰٬۴۴۶٬۴۰۸ دلار هنگ کنگ به فروش برسد و تبدیل به پر فروش‌ترین فیلم سال ۱۹۸۶ هنگ کنگ شود.